# 사랑에 미쳐서
《사랑에 미쳐서》(영어: Crazy in Love)는 미국에서 제작된 마사 쿨리지 감독의 1992년 코미디 영화이다. 홀리 헌터 등이 출연하였다. 루앤 라이스의 1988년 동명 소설이 원작이다.

## 출연진
- 홀리 헌터
- 제나 롤런즈
- 빌 풀먼
- 줄리언 샌즈
- 허타 웨어
- 프랜시스 맥도먼드
- 조앤 배런
- 마이클 맥레이
- 킷 맥도너
- 다이앤 로빈
- 마저리 넬슨
- 크리샤 페어차일드
- 빌리 오설리번
- 조지 캐털라노

## 기타 제작진
- 배역: 애넷 벤슨, 페니 페리
- 미술: 필립 피터스
- 의상: 러네이 얼릭 캘퍼스